# Rūta Gajauskaitė

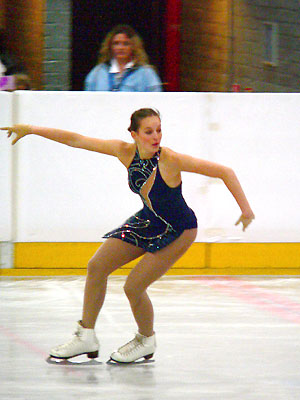

Rūta Gajauskaitė (Kaunas, 22 januari 1989) is een Litouwse kunstschaatsster.
Gajauskaitė is actief als individuele kunstschaatsster en wordt gecoacht door Lilija Vanagienė. 
| records             | punten | datum      | toernooi                |
| ------------------- | ------ | ---------- | ----------------------- |
| Hoogste totaalscore | 74.50  | 01-10-2004 | Ukrainian Souvenir 2004 |
| Hoogste korte kür   | 26.77  | 30-09-2004 | Ukrainian Souvenir 2004 |
| Hoogste lange kür   | 47.73  | 01-10-2004 | Ukrainian Souvenir 2004 |

| resultaten             | 1999 | 2000 | 2001 | 2002 | 2003 | 2004 | 2005 | 2006 |
| ---------------------- | ---- | ---- | ---- | ---- | ---- | ---- | ---- | ---- |
| Olympische Spelen      | -    | -    | -    | -    | -    | -    | -    |      |
| Wereldkampioenschap    | -    | -    | -    | -    | -    | -    | -    |      |
| Europees kampioenschap | -    | -    | -    | -    | -    | -    | -    | 32e  |